# Harry Potter
Harry Potter är en serie fantasyromaner, av författaren J.K. Rowling, som började ges ut 1997 och avslutades 2007. Böckerna har gjort stor succé, med översättningar till 73 språk och försäljningssiffror på över 450 miljoner exemplar i hela världen. De svenska översättningarna har gjorts av Lena Fries-Gedin. Efter framgången har böckerna också filmatiserats, med Daniel Radcliffe i rollen som Harry Potter. Den första filmen i serien hade premiär 2001. Böckerna om Harry Potter har fått beröm för att de inspirerat många barn till att läsa och kritik för att de, främst enligt vissa religiösa grupper, påstås förespråka häxkonster. Namnet Harry ökade tydligt i popularitet i Sverige under 2000-talet och kom lite oväntat tillbaka in på topp 100-listan för nyfödda pojkar redan 2008, vilket kan ha att göra med seriens publiksuccé.

## Böcker om Harry Potter
| Titel                                   | Engelsk originaltitel                     | Utgivningsdatum | På svenska        |
| --------------------------------------- | ----------------------------------------- | --------------- | ----------------- |
| Harry Potter och de vises sten          | Harry Potter and the Philosopher's Stone  | 26 juni 1997    | 24 augusti 1999   |
| Harry Potter och hemligheternas kammare | Harry Potter and the Chamber of Secrets   | 2 juli 1998     | juni 2000         |
| Harry Potter och fången från Azkaban    | Harry Potter and the Prisoner of Azkaban  | 8 juli 1999     | 24 januari 2001   |
| Harry Potter och den flammande bägaren  | Harry Potter and the Goblet of Fire       | 8 juli 2000     | 26 september 2001 |
| Harry Potter och Fenixorden             | Harry Potter and the Order of the Phoenix | 21 juni 2003    | 3 april 2004      |
| Harry Potter och halvblodsprinsen       | Harry Potter and the Half-Blood Prince    | 16 juli 2005    | 9 november 2005   |
| Harry Potter och dödsrelikerna          | Harry Potter and the Deathly Hallows      | 21 juli 2007    | 21 november 2007  |

### Handling
För handlingen i de enskilda böckerna, se artikeln om respektive bok.

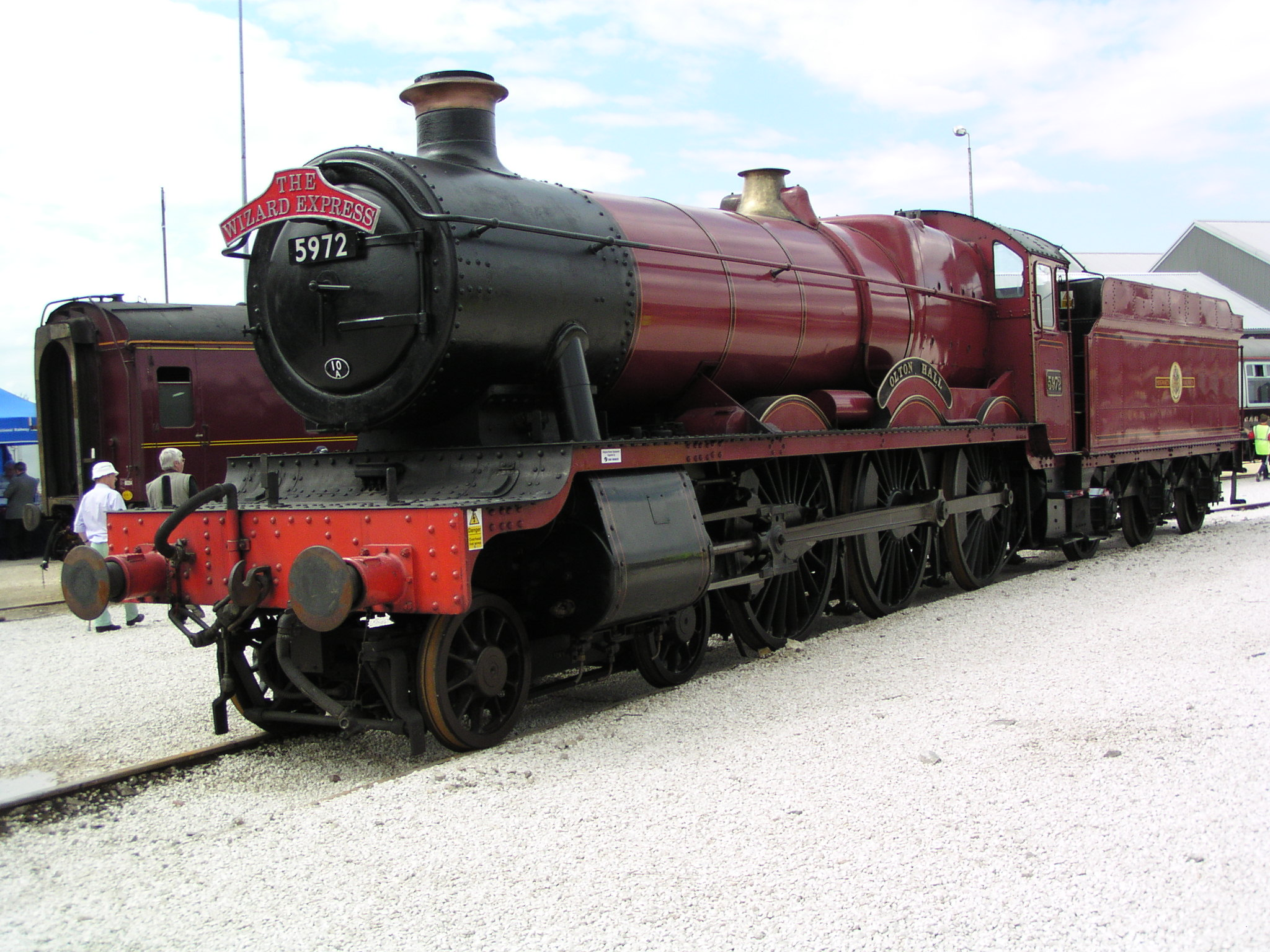
Hogwartsexpressen som för eleverna från London till internatskolan för trollkarlar.

Böckerna handlar om den föräldralöse Harry Potter som har vuxit upp hos sin döda mors släktingar, den kärlekslösa familjen Dursley. Hemma hos familjen Dursley blir han mobbad av sin kusin Dudley och utfryst av alla. Familjen Dursley säger att Harrys föräldrar dog i en bilolycka. På sin elvaårsdag får han av halvjätten Rubeus Hagrid reda på att han är trollkarl, att han inte hör hemma hos mugglarfamiljen (mugglare är icke-magiska människor), att hans föräldrar blev mördade av den onda Lord Voldemort, och att han har antagits till utbildning på internatskolan Hogwarts (där hans föräldrar också har gått). Familjen vägrar låta Harry se brevet från Hogwarts, därför kommer Hagrid och hämtar honom, och visar sedan vägen till Hogwarts skola för häxkonster och trolldom.
Under första middagen på skolan blir han sorterad i elevhemmet Gryffindor. På skolan får han sina första vänner: trollkarlen Ron Weasley och mugglarfödda Hermione Granger. Han får även ett par fiender, bland andra Draco Malfoy som kommer från en av de "renblodiga" trollkarlsfamiljerna, och läraren Severus Snape som verkar ha något emot Harry från början. Harry får också en förebild i den vise rektorn Albus Dumbledore. Under sin utbildning får han reda på mer och mer om sina föräldrar, Lily (född Evans) och James Potter, som dog medan de kämpade mot den ondaste trollkarlen genom tiderna, Lord Voldemort. Det var bara hans mors kärlek som räddade Harry från döden, med ett litet blixtformat ärr i pannan som enda resultat. Förbannelsen kastades sedan tillbaks på Voldemort själv och gjorde honom till någonting omänskligt och svagt, så svag att en del av hans anhängare trodde att han dog. När Harry kommer till Hogwarts märker han allt fler tecken på att Voldemort är på väg tillbaka och att många människor riskerar att dö i den stora kampen mot honom och hans anhängare dödsätarna.

### Stil
Böckerna om Harry Potter är enligt förlaget huvudsakligen riktade till läsare i 10- till 15-årsåldern.[källa behövs] Rowling menar dock att hon inte skrev för någon särskild målgrupp.[källa behövs] (Dessutom sträcker sig böckernas handling tills huvudpersonen är 18 år.)
Allmänt sett har böckerna blivit allt mörkare i tonen ju äldre Harry har blivit och hans förmågor har utvecklats (en bok motsvarar ett år). 

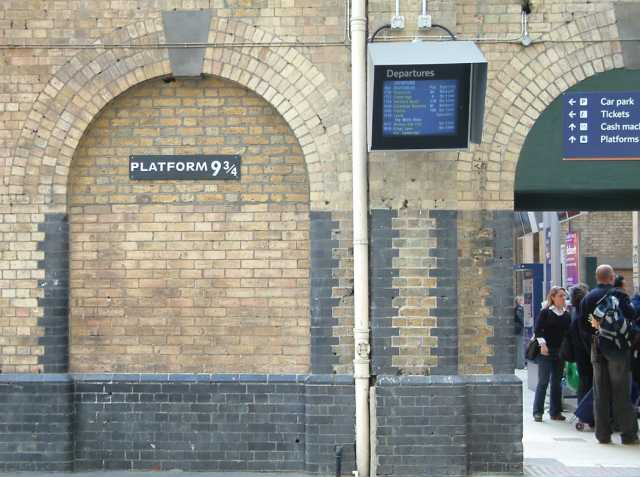
Plattform 9 3/4 är den magiska startpunkten för tåget till Hogwarts. Till följd av böckernas och filmernas framgångar har King's Cross station en permanent skylt uppsatt.

Med undantag för några kapitel är böckerna skrivna i begränsat allvetande tredjepersonsperspektiv med Harry som centralfigur. Att berättelserna upplevs genom Harry kan vara en orsak till att många läsare känner så stark samhörighet med honom.
Bland Rowlings främsta talanger som författare finns bland annat hennes förmåga att återge en komplicerad men i stort sett sömlös intrig som spänner över en lång tidsperiod och den inneboende logiken i Harry Potter-universumet.
Vissa teman som återkommer är rasism, folkmord och fördomar – de är kännetecken för Voldemort och hans anhängare, men förekommer även mellan trollkarlar och det icke-magiska samhället. Detta anser vissa vara väldigt problematiskt. 
Böckerna har jämförts med många välkända böcker och bokserier, till exempel C.S. Lewis böcker om Narnia och J.R.R. Tolkiens Sagan om ringen. Rent tekniskt passar böckerna in i den brittiska internatskole-genren och scenerna med Harrys släktingar, familjen Dursleys, har jämförts med Roald Dahls verk. Andra har jämfört Harry Potter med Luke Skywalker i Stjärnornas krig, som bor med sin moster och morbror som ljuger om hans föräldrars verkliga öden. Precis som Skywalker blev Harry Potter placerad hos sina släktingar av en vis man (Obi-Wan Kenobi/Albus Dumbledore) för att skydda honom mot en ond makt (Kejsar Palpatine/Lord Voldemort).

### Utgivningen
Idén till Harry Potter-böckerna ska enligt Rowling ha uppstått under en tågresa mellan Manchester och London. Hela händelseförloppet i de sju böckerna visste hon tidigt i skrivprocessen. Det tog fem år för henne att skriva klart första boken. Hon hade skrivit några få kapitel när hon flyttade till Edinburgh. Där tog skrivandet fart på riktigt då hon under all sin lediga tid skrev, främst på olika caféer medan hennes dotter låg och sov i vagnen bredvid henne.
Flera större förlag tackade nej till Rowlings bokförslag, eftersom de inte var beredda att skriva kontrakt på sju böcker med en okänd författare. Förlagen ansåg att målgruppen främst var unga pojkar och det lilla independentförlaget Bloomsbury, som till slut antog hennes manus, trodde att pojkar inte skulle vilja läsa en bok av en kvinnlig författare. Därför förkortade hon sitt förnamn, Joanne, och eftersom hon inte har något andra förnamn, lade hon till sin farmors namn, Kathleen, och fick J.K. Rowling, en acceptabel kompromiss.
Den första boken, Harry Potter och de vises sten, fick till största delen bra recensioner och gott rykte bland läsarna och blev rätt oväntat en stor framgång och Rowling fick flera litterära priser.
Den andra och den tredje boken i serien blev ännu större framgångar, så när fyran kom hade publiceringarna blivit stora föreställningar, med bokhandlar som var öppna vid midnatt och mer tv-reklam än vanligt för böckerna om den unge trollkarlen.
I september 2001 hade det sålts över 100 miljoner exemplar av böckerna, varav över en miljon i Sverige.
De tre sista böckerna, nummer fem, sex och sju, föregicks av ännu större spekulationer om vad som skulle hända, rykten och till och med falska kapitel ur böckerna. Numera omgärdas förlagen, tryckerierna och författaren av stora säkerhetspådrag för att förhindra att hemligheterna om ens böckernas titlar ska komma ut i förväg. Rowlings egen webbplats har till och med en sektion för att förneka olika rykten om kommande böcker. De fyra sista Harry Potter-böckerna är de snabbast säljande böckerna någonsin.
Sommaren 2007 gavs den engelska versionen av den sista boken i serien Harry Potter and the Deathly Hallows ut. På utgivningsnatten anordnade The Swedish Rowling Fanclub, i samverkan med SF-bokhandeln, en kö i Gamla Stan i Stockholm.

## Övriga böcker om Harry Potter-världen
2001 skrev J.K. Rowling två böcker till förmån för Comic relief, en välgörenhetsorganisation, under två olika pseudonymer. Den första boken har kommentarer i marginalerna av Harry, Ron och Hermione. Båda nämns som läroböcker i de ”riktiga” böckerna.
- Fantastiska vidunder och var man hittar dem (Fantastic Beasts and Where to Find Them), under pseudonymen Newt Scamander
- Quidditch genom tiderna (Quidditch Through the Ages), under namnet Kennilworthy Whisp
- Harry Potter och det fördömda barnet (Harry Potter and the Cursed Child)

En tredje bok från Harry Potter-världen; The Tales of Beedle the Bard, utkom 2008. Denna bok, som spelar en viss roll i boken Harry Potter och Dödsrelikerna, gavs ut på svenska 2017 med den svenska titeln Barden Beedles berättelser.
Under 2017 släpptes två nya böcker med bakgrundshistoria kring Harry Potter-världen. Böckernas engelska titlar är "Harry Potter: A history of magic – the book of the exhibition" och "Harry Potter – A journey through a history of magic".

## Filmer om Harry Potter
Huvudartikel: Harry Potter (filmserie)

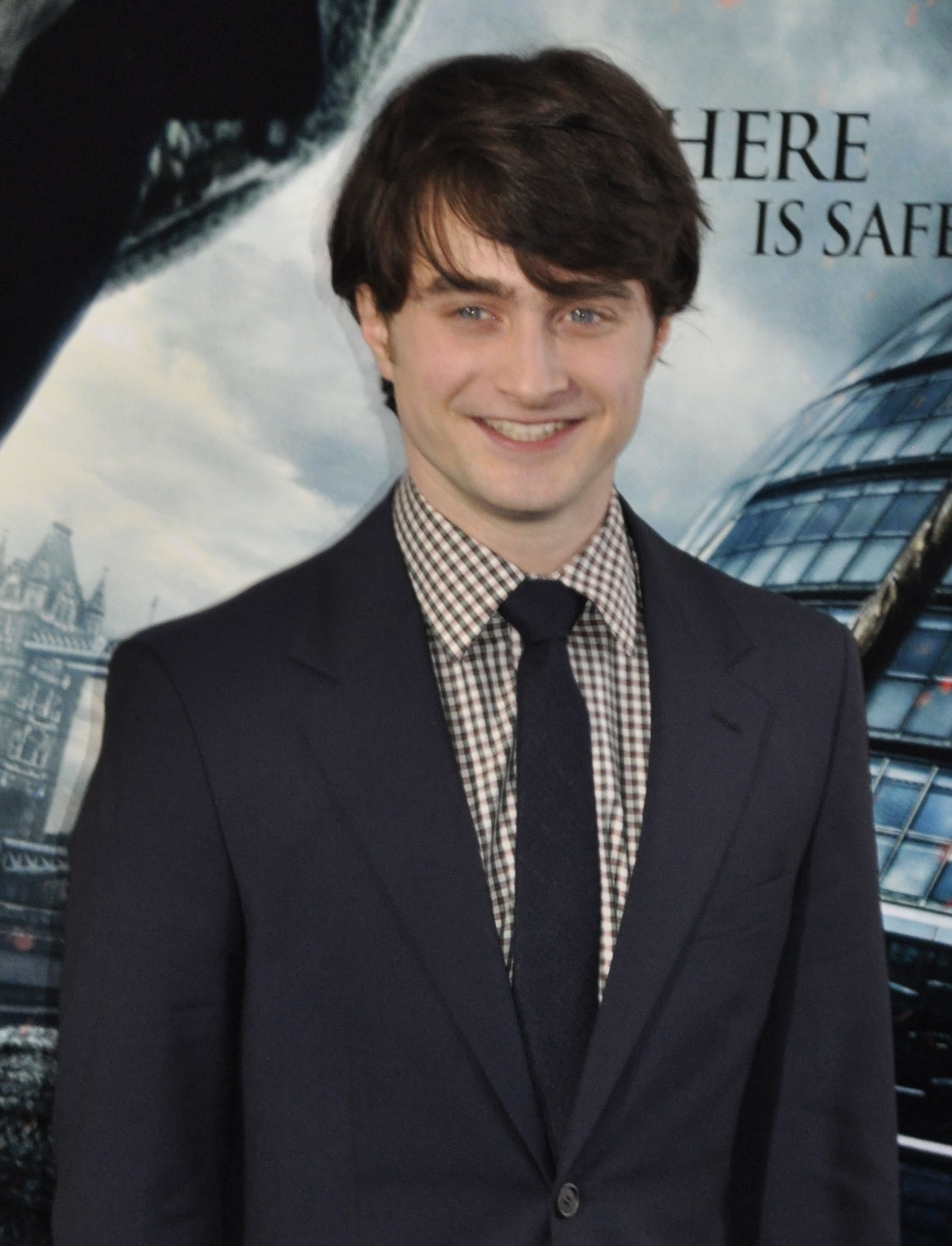
Daniel Radcliffe som spelar Harry Potter i filmserien med samma namn.

När det stod klart att Harry Potter-böckerna inte bara var en kortvarig fluga började filmbolaget Warner Bros. arbeta med en serie filmer baserade på böckerna. Den första filmen hade premiär 2001 och den sista filmen kom ut 2011. Filmerna har ytterligare spätt på framgången med Harry Potter och omgärdas av en enorm publicitetsapparat, med tv- och dataspel, leksaker och andra kringprodukter.
De första tre filmerna kom på första, andra, respektive andra plats bland världens mest inkomstbringande filmer för sina premiärår. De har i hela världen spelat in över 2,6 miljarder dollar (ungefär 17,5 miljarder svenska kronor).
- 2001 – Harry Potter och de vises sten (dubbad och textad på svenska) (Harry Potter and the Philosopher's Stone, i USA under titeln Harry Potter and the Sorcerer's Stone)
- 2002 – Harry Potter och Hemligheternas kammare (dubbad och textad på svenska) (Harry Potter and the Chamber of Secrets)
- 2004 – Harry Potter och fången från Azkaban (dubbad och textad på svenska) (Harry Potter and the Prisoner of Azkaban)
- 2005 – Harry Potter och den flammande bägaren (dubbad och textad på svenska) (Harry Potter and the Goblet of Fire)
- 2007 – Harry Potter och Fenixorden (dubbad och textad på svenska) (Harry Potter and the Order of the Phoenix)
- 2009 – Harry Potter och Halvblodsprinsen (endast textad på svenska) (Harry Potter and the Half-blood Prince)
- 2010 – Harry Potter och dödsrelikerna – Del 1 (endast textad på svenska) (Harry Potter and the Deathly Hallows part 1)
- 2011 – Harry Potter och dödsrelikerna – Del 2 (endast textad på svenska) (Harry Potter and the Deathly Hallows part 2)

De fyra första filmerna har manus av Steven Kloves baserade på Rowlings böcker, även om de i vissa fall, till exempel Harry Potter och fången från Azkaban, är kraftigt nerkortade. Kloves är enligt Rowling den person förutom hon själv som visste mest om vad som skulle hända i framtida Harry Potter-böcker, för att han inte skulle ta bort detaljer som skulle komma att bli viktiga längre fram. Den femte filmen, Harry Potter och Fenixorden, har manus av Michael Goldenberg. Steven Kloves återvände dock för att skriva manus till den sjätte filmen, Harry Potter och Halvblodsprinsen. Michael Goldenberg skrev även manus till den sjunde filmen, Harry Potter och dödsrelikerna, som delades upp i två delar och hade premiär under hösten 2010 respektive sommaren 2011.
Harry Potter spelades i alla åtta filmerna av Daniel Radcliffe, men under en tid, våren 2007, gick det rykten i engelska tabloider om att Emma Watson, som spelar Hermione Granger, inte skulle komma tillbaka för de sista filmerna. Filmbolaget Warner Bros. gick dock ut med ett pressmeddelande, enligt vilket både Emma Watson och Rupert Grint skulle återvända för att göra de tre sista filmerna.
Den första filmen i en pentalogi, baserad på boken "Fantastiska vidunder och var man hittar dem", hade premiär 2016. Efterföljaren heter ”Fantastiska vidunder: Grindelwalds brott” och hade biopremiär i Sverige den 14 november 2018. 
"Fantastiska vidunder: Dumbledores hemligheter" (engelska: Fantastic Beasts: The Secrets of Dumbledore) är en amerikansk-brittisk fantasyfilm från 2022. Det är uppföljaren till Fantastiska vidunder: Grindelwalds brott från 2018 och är baserad på figurer av J.K. Rowling. Filmen är regisserad av David Yates, med manus skrivet av Rowling och Steve Kloves. Filmen hade biopremiär i Sverige den 8 april 2022, utgiven av Warner Bros.

## Kontroverser om Harry Potter
Böckerna och filmerna om Harry Potter har kritiserats från flera håll. J.K. Rowling har anklagats för att ha tagit inspiration från författaren Eva Ibbotsons barnbok Hemligheten på perrong 13, som kom ut tre år innan den första Harry Potter-boken. Rowling har bestridit anklagelsen att hon skulle ha plagierat Ibbotson genom att säga att hon blev inspirerad att använda Kings Cross station i sina böcker eftersom det är en viktig plats för henne personligen, då hennes föräldrar skulle ha träffats där.

### Anklagelser om att Harry Potter förespråkar häxkonster
Vissa religiösa grupper, framför allt i USA, har kritiserat böckerna för att de skulle förespråka häxkonster och underminera kristna värderingar. Å andra sidan har andra religiösa grupper hyllat böckerna för deras skildringar av ont och gott.
Enligt det amerikanska biblioteksförbundet har Harry Potter-böckerna fått fler klagomål än andra böcker för att innehålla ockulta eller satanistiska teman, för att de är våldsamma och kritiserar bilden av kärnfamiljen.
Försvarare inom den kristna kyrkan menar att Harry Potter-böckerna återspeglar samma teman som de Jesus predikade om: Lily Potter offrade sitt liv för sin son (Joh. 15:13), Harrys styvfamilj försöker förhindra att han får reda på sina förmågor men Harry förs bort och lärs att använda dem förståndigt (Matt. 5:13–16), och kärleken är den starkaste magin (1 Kor. 13:13). Rowling menar att hon inte försöker predika kristna ideal eftersom det skulle kunna göra att intelligenta läsare gissar vad som ska komma att hända, och för att hon vill koncentrera sig på att berätta en historia. Det ska dock påpekas att Rowling är medlem i presbyterianska skotska kyrkan.

### Anklagelser om plagiat
Rowling friades efter att ha blivit dragen inför rätta för att ha stulit flera element ur böckerna Larry Potter and His Best Friend Lilly och The Legend of Rah and the Muggles (det har fastställts i rätten att detta inte är böckernas ursprungliga titlar och att de ursprungligen publicerades under andra titlar som författaren ändrade för att öka likheten med Rowlings alster) av författaren Nancy Stouffer. Stouffer, som frivilligt erkände att hon inte läst en enda Harry Potter-bok förutom att hon skumläst den första, hävdade att det fanns många små detaljer som tillsammans gav intrycket att Rowlings böcker var ett plagiat; Stouffer ansåg bland annat att det faktum att trädörrar förekom i både hennes och Rowlings böcker var ett sådant tecken. Dessutom menade hon att idén med en bok som utspelar sig i en fantasivärld måste ha tagits från henne, trots att den idén hade använts ett oräkneligt antal gånger av andra före Stouffer. Stouffer förlorade målet, blev dömd för att ha lämnat in falska papper och för att ha givit falskt vittnesmål, då hon ändrat böckernas titel efter Harry Potter-böckernas tillkomst. Exempelvis hade hon ändrat titeln på en av böckerna till Larry Potter and his Best Friend Lilly för att få det att verka som om denna bok hade plagierats av Rowling och i den ursprungliga boken förekom aldrig namnet Potter. Dessutom påstod sig Stouffer ha uppfunnit ordet "muggle", trots att det förekom i barnlitteratur långt innan Stouffers bok gavs ut och trots att ordet i rätten befanns ha lagts till i hennes bok långt efter att den ursprungligen getts ut. Däremot dömdes hon inte för mened. Hon fick betala rättegångskostnaderna och även 30 000 dollar i skadestånd till Rowling.
Det finns även anklagelser om plagiat av Potter-böckerna. Den populära ryska barnboken Tanja Grotter har stora likheter med Rowlings böcker, vilket har lett till många rättsliga tvister.
Harry Potter kan även antas vara inspirerad av den amerikanska författarinnan Ursula K. Le Guins Övärlden. Där finns det också en trollkarlsskola på ön Roke och på denna trollkarlsskola finns det även paralleller till Hermione, Ron och Harry Potter samt även Draco Malfoy och Dumbledore, även vad gäller viss personkemi.

### Parodier
Tre parodier av författaren Michael Gerber har utgivits, Barry Trotter och den skamlösa parodin, Barry Trotter och den onödiga uppföljaren samt Barry Trotter and the dead horse (ännu inte på svenska). Neil Cicierega har även gjort sin tolkning av Harry Potter, The Potter Puppet Pals. I avsnittet Treehouse of Horror XII av amerikanska animerade tv-serien Simpsons är Harry Potter med i Bart och Lisas klass och de möter den onde Lord Montymort (Montgomery Burns). Harry Potter parodieras i ett par scener i filmerna Epic Movie och Scary Movie 2.
Det har även skapats flera parodimusikaler om Harry Potter, de två mest kända är A Very Potter Musical (2009) och A Very Potter Sequel (2010) som skapades av en grupp universitetsstudenter från Michigans Universitet. Harry Potter spelas av Darren Criss, känd från tv-serien Glee. De båda musikalerna har blivit en stor succé på Youtube. Det finns även ett stort antal Harry Potter-parodier på Youtube.

### För tidigt sålda böcker
I samband med de mediajippon som har föregått de senaste böckernas premiärer, har en del bokhandlare börjat sälja sina exemplar av Harry Potter-böckerna före premiären. Dessa fall har i Kanada gått så långt som till högsta domstolen.